# Seiko Tanabe
Seiko Kawano (japonès: 川野 聖子, Kawano Seiko), coneguda com a Seiko Tanabe (田辺 聖子, Tanabe Seiko) va ser una escriptora japonesa nascuda a la ciutat d'Itami a la prefectura de Hyōgo (Japó).
Realitzà una traducció del Genji Monogatari.

## Guardons
- 1963 Premi d'Akutagawa per Senchimentaru Jaanî (en l'edició de juliol)
- 1999 Premi Yomiuri, amb l'obra Dôtonbori no ame ni wakarete irai nari[1]